# Lasioglossum fraternum
Lasioglossum fraternum är en biart som först beskrevs av Smith 1860.  Lasioglossum fraternum ingår i släktet smalbin, och familjen vägbin. Inga underarter finns listade i Catalogue of Life.